# 松島月光慶典公園站
松島月光慶典公園站（：／ Songdo-dalbit-chukje-gongwon yeok */?）是仁川地鐵1號線的終點車站，位於韓國仁川廣域市延壽區松島洞。

## 車站結構
站體為2面2線側式月台的地下車站，候車月台設有月台幕門，並有4處出口。

### 月台配置
| 國際業務園區 ↑ |
| \| 上          |
| 起終點站       |

| 月台 | 路線               | 目的地                           |
| ---- | ------------------ | -------------------------------- |
| 上行 | ●仁川都市鐵道1號線 | 源仁齋、仁川市廳、富平、桂陽方向 |
| 下行 | ●仁川都市鐵道1號線 | 此站終着                         |

## 歷史
- 2020年12月12日：落成啟用。

## 車站周邊
- 松島月光慶典公園（朝鲜语：송도달빛축제공원）

## 相鄰車站
仁川交通公社
●仁川都市鐵道1號線
國際業務園區（I138）－松島月光慶典公園（I139）